# Jacques Derrey
 (mars 2018).
Si vous disposez d'ouvrages ou d'articles de référence ou si vous connaissez des sites web de qualité traitant du thème abordé ici, merci de compléter l'article en donnant les références utiles à sa vérifiabilité et en les liant à la section « Notes et références ».
Jacques Derrey né le 22 septembre 1907 à Toulouse et mort le 17 mai 1975 à Paris 14e est un peintre et graveur français.

## Biographie

### Jeunesse et carrière artistique
Jacques-Charles Derrey est né le 22 septembre 1907 à Toulouse. De 1914 à 1929 il passe la majeure partie de son enfance et de sa jeunesse à Nantes chez son grand-père maternel Félix Pommier, conservateur du musée des Beaux-Arts. Élève du lycée Georges-Clemenceau, il y remporte en 1925 le 1er prix du concours général de dessin. Ensuite élève de l'École des beaux-arts de Nantes en 1927 et 1928, puis de l'École nationale supérieure des beaux-arts de Paris dans les ateliers de Lucien Simon et de Louis Roger de 1930 à 1935, il expose au Salon des artistes français de 1929 les toiles La Loire au Cellier et Un aspect du Cellier.
Il obtient le prix Brizard en 1931 et le prix Blumenthal en 1934, puis le premier grand prix de Rome de gravure en taille-douce en 1936 avec Job sur son fumier. Il devient alors pensionnaire de la villa Médicis à Rome de 1937 à 1939. 
Il est lauréat de l'Institut de France en 1950 et nommé chevalier de la Légion d'honneur en 1958.
Il meurt à Paris le 17 mai 1975.

### Enseignant et théoricien d'art
Jacques Derrey est nommé professeur à l'École des beaux-arts de Valenciennes en 1950, puis en devient le directeur de 1952 à 1956. Nommé en 1956 maître de dessin à l'École polytechnique, il y enseignera jusqu'à sa retraite en 1973. Il se passionne pour l'enseignement et fonde au sein de l'École polytechnique un atelier de gravure. À la faveur de réflexions échangées avec confrères et élèves, il théorise sa vision de la peinture et de l'art en général.
Il est l'auteur de quelques articles de fond, publiés sous la houlette de l'École Polytechnique ou dans la revue Le Peintre : « Nationalisme et internationalisme de l'art » (1964), « Réflexions sur l'art contemporain » (1968), « La peinture française depuis son origine jusqu'à la crise contemporaine » (1974), « À propos d'un article de Georges Mathieu » (1975). À ce sujet, ardent défenseur d'un grand classicisme contemporain à l'écart de toutes modes, un de ses ouvrages préférés était l'opuscule de Salvador Dalí intitulé Les cocus du vieil art moderne.

## Rétrospectives
Une exposition rétrospective de l'œuvre de Jacques Derrey intitulée « Entre deux rives » s'est tenue en janvier et février 1988 au Centre municipal d'arts et de loisirs de Valenciennes, une autre à la Fondation Taylor à Paris en 1992, une autre encore, intitulée « Vers le Sud », inaugurée par François Bayrou, président du conseil général des Pyrénées-Atlantiques, a eu lieu au musée national du château de Pau, de novembre 1997 à mars 1998.
Une exposition « Quatre générations, une famille de peintres », réunissant autour de peintures de Jacques Derrey des œuvres de son grand-père Félix Pommier, de sa mère Juliette, de son fils Charles, eut lieu à la mairie de Pénestin en 2004 et à celle de Saint-Marc-sur-Mer en 2012.

## Œuvre

### Gravure
Jacques Derrey a illustré de 25 eaux-fortes Le Trésor des humbles de Maurice Maeterlinck (Éditions Dancette, 1949), a illustré de 10 gravures à l'eau-forte et au burin le monumental livre Versailles, la promenade du Roi (texte de Louis XIV, in-plano en feuilles sous étui et emboîtage, Éditions Darantière, 1955), ainsi que de gravures originales Le cardinal de Retz, portrait de François-Albert Buisson (Éditions Darantière, 1960).
Derrey a exécuté une série d'illustrations représentant divers aspects de l'usine de Lacq pour la Société nationale des pétroles d'Aquitaine (Éditions Anagraphis, 1961). Il a aussi gravé, à partir de 1963, des timbres pour plusieurs départements et pays de la France d'Outremer (Saint-Pierre-et-Miquelon, Comores, Congo, Gabon, Haute-Volta, Madagascar, Sénégal, Somalie), puis pour la Poste Française, dont un timbre pour le tricentenaire de la mort de Molière en 1973.

### Peinture
Jacques Derrey a peint et dessiné, au gré de peintures à l'huile, gouaches et divers dessins et gravures, de nombreux paysages, en Béarn, Italie, Bretagne, Corse, ainsi que plusieurs nus et portraits, notamment de sa mère, de sa femme, de ses enfants. Il a décoré de fresques l'église Sainte-Marguerite au Perreux-sur-Marne (1942).
Il a exposé dans de nombreux salons : Salon des artistes français (médaille d'or en 1936), Salon du dessin et de la peinture à l'eau, Salon Comparaisons, Salon Terres Latines, etc., ainsi que dans des galeries (galerie Mignon-Massart à Nantes et galerie Marseille à Paris, entre autres) et participé aux expositions de l'Association des Deux Rives de 1970 à 1975 .
Il signait la plupart de ses œuvres « JC DERREY » (pour Jacques Charles Derrey).

## Collections publiques
- L'Isle-Adam, musée d'Art et d'Histoire Louis-Senlecq[8].
- Montpellier, artothèque.
- Nantes, musée des Beaux-Arts[8].
- Palaiseau, École polytechnique[9].
- Pau, musée des Beaux-Arts.
- Valenciennes, musée des Beaux-Arts : Vue de la Vallée d'Aspe, huile sur toile[10].

## Élèves
- Francis Beaudelot[4].
- Dominique Beau, École polytechnique[réf. nécessaire].